# Huyết tương tươi đông lạnh
Huyết thanh tươi đông lạnh (tiếng Anh: Fresh frozen plasma: FFP) là một sản phẩm máu được làm từ phần lỏng của toàn bộ máu. Huyết tương được sử dụng để điều trị các tình trạng trong đó có các yếu tố đông máu thấp (INR> 1,5) hoặc mức độ thấp của các protein máu khác và cũng được sử dụng như một phần của trao đổi huyết tương. Các lô cụ thể thường cần phải được kiểm tra khả năng tương thích trước khi nó được đưa ra. Sử dụng làm bộ giãn nở thể tích không được khuyến nghị. Được đưa vào cơ thể bằng cách tiêm vào tĩnh mạch.
Các tác dụng phụ của huyết tương bao gồm buồn nôn và ngứa. Hiếm gặp có thể có phản ứng dị ứng, đông máu hoặc nhiễm trùng. Chưa rõ sử dụng trong khi mang thai hoặc cho con bú có an toàn cho em bé hay không.Cần thận trọng hơn ở những người bị thiếu hụt protein S, thiếu hụt IgA hoặc suy tim. Huyết thanh tươi đông lạnh được tạo thành từ một hỗn hợp phức tạp của nước, protein, carbohydrate, chất béo và vitamin. Đông lạnh nên kéo dài khoảng một năm.
Huyết tương đầu tiên được đưa vào sử dụng trong chiến tranh thế giới thứ hai. Và nằm trong Danh Sách Thuốc Cần Thiết của Tổ chức Y tế Thế giới, những loại thuốc hiệu quả và an toàn nhất cần thiết trong một hệ thống y tế. Tại Vương quốc Anh, chi phí khoảng £30 cho mỗi đơn vị. Một số phiên bản khác cũng tồn tại bao gồm cả huyết tương đông lạnh trong vòng 24 giờ sau khi tiêm tĩnh mạch, cryoprecipitate giảm huyết tương, và dung môi chất tẩy rửa plasma.